# Jekatierina Gorochowska
Jekatierina Władimirowna Gorochowska (ros. Екатерина Владимировна Гороховская; (ur. 28 września 1976 w Zei, obwód amurski) – rosyjska aktorka, reżyserka i krytyk teatralny.  

## Życiorys
W 1995 ukończyła kurs aktorstwa, pod kierunkiem Zinowija Korogodskiego, a rok później rozpoczęła studia w Państwowej Akademii Teatralnej w Petersburgu. W 1998 debiutowała na deskach teatru im. G. Tołstonogowa. W latach 2000–2002 kształciła się w zakresie reżyserii, pod kierunkiem Grigorija Kozłowa. Obecnie pracuje w petersburskim teatrze dramatycznym im. G. Tołstonogowa.
Na dużym ekranie zadebiutowała w 2000, rolą Rity w filmie Olgi Naruckiej Sobstwiennaja tien'. Zagrała pięć ról filmowych.

## Filmografia
- 2000: Sobstwiennaja tien' jako Rita
- 2002: Russkij kowczeg
- 2004: Imieniny jako Tania
- 2005: Strannik  jako Irina

### Filmy animowane
- 2007: Ilja Muromiec i Slowik-Rozbójnik jako Alonuszka
- 2015: Twierdza. Tarczą i mieczem jako Fiodor